# Sportverein Mattersburg 2014-2015
Questa pagina raccoglie i dati riguardanti lo Sportverein Mattersburg nelle competizioni ufficiali della stagione 2014-2015.

## Rosa
| N. |                    | Ruolo | Calciatore         |
| -- | ------------------ | ----- | ------------------ |
| 1  | Austria (bandiera) | P     | Thomas Borenitsch  |
| 2  | Austria (bandiera) | D     | Dukagjin Karanezi  |
| 4  | Austria (bandiera) | D     | Nedeljko Malić     |
| 6  | Austria (bandiera) | D     | Philipp Erhardt    |
| 7  | Austria (bandiera) | C     | Alexander Taschner |
| 8  | Austria (bandiera) | D     | Alois Höller       |
| 9  | Austria (bandiera) | A     | Ingo Klemen        |
| 10 | Spagna (bandiera)  | C     | Jano               |
| 11 | Austria (bandiera) | A     | Alexander Ibser    |
| 12 | Austria (bandiera) | A     | Karim Onisiwo      |
| 13 | Austria (bandiera) | A     | Christian Ressler  |
| 14 | Austria (bandiera) | C     | Dominik Doleschal  |

| N. |                    | Ruolo | Calciatore      |
| -- | ------------------ | ----- | --------------- |
| 15 | Austria (bandiera) | C     | Sven Sprangler  |
| 17 | Austria (bandiera) | D     | Patrick Farkas  |
| 18 | Austria (bandiera) | D     | Lukas Rath      |
| 19 | Austria (bandiera) | C     | Manuel Prietl   |
| 20 | Austria (bandiera) | C     | Michael Perlak  |
| 21 | Austria (bandiera) | P     | Markus Kuster   |
| 25 | Austria (bandiera) | D     | Michael Novak   |
| 26 | Spagna (bandiera)  | D     | Fran            |
| 27 | Austria (bandiera) | C     | Thorsten Röcher |
| 31 | Austria (bandiera) | D     | Thorsten Mahrer |
| 32 | Austria (bandiera) | A     | Markus Pink     |
| 33 | Austria (bandiera) | A     | Patrick Bürger  |

### Staff tecnico
| Allenatore:              | Ivica Vastić                    |
| Allenatore in seconda:   | Markus Karner                   |
| Allenatore dei portieri: | Leo Martinschitz Markus Böcskör |
| Medico sociale:          | Prof. Dr. Ernst Schopp          |
| Manager sportivo:        | Franz Lederer                   |
| Massaggiatore:           | Gerald Popovits                 |